# Дьордь Хорват
Дьордь Хорват (угор. György Horváth, 21 грудня 1943 — 17 жовтня 1988) — угорський важкоатлет.
Бронзовий призер Олімпійських Ігор 1972 року в напівважкій вазі.